# Bertram (Teksas)
Bertram – miasto w Stanach Zjednoczonych, w stanie Teksas, w hrabstwie Burnet.